# Jindou, Guizhou
Jindou (kinesiska: 金斗, 金斗乡) är en socken i Kina. Den ligger i provinsen Guizhou, i den sydvästra delen av landet, omkring 230 kilometer väster om provinshuvudstaden Guiyang. Antalet invånare är 27743. Befolkningen består av 12 634 kvinnor och 15 109 män. Barn under 15 år utgör 213 %, vuxna 15-64 år 60 %, och äldre över 65 år 6,0 %.